# Epimecia
Epimecia là một chi bướm đêm thuộc họ Noctuidae.

## Loài
- Epimecia ustula (Freyer, 1835)